# Province autonome de Bolzano
Pour les articles homonymes, voir Bolzano (homonymie).
La province autonome de Bolzano (en italien : Provincia Autonoma di Bolzano – Alto Adige ; en allemand : Autonome Provinz Bozen – Südtirol ; en ladin : Provinzia Autonòma de Bulsan – Südtirol), plus connue en français comme Haut-Adige, Tyrol du Sud ou Sud-Tyrol, est une province italienne, située dans le nord-est du pays, partie de la région autonome du Trentin-Haut-Adige, à la frontière de l'Autriche et de la Suisse. Depuis 2001, les deux noms, Alto Adige (italien) et Südtirol (allemand) figurent dans la Constitution italienne. Son chef-lieu est Bolzano.
La majorité des habitants est de langue allemande, parlant généralement un dialecte allemand du groupe bavarois, appelé Südtirolerisch (tyrolien méridional). Un bon quart de la population est italophone (sud de la province) tandis qu'une petite minorité emploie une des formes du ladin comme langue maternelle.

## Toponymie

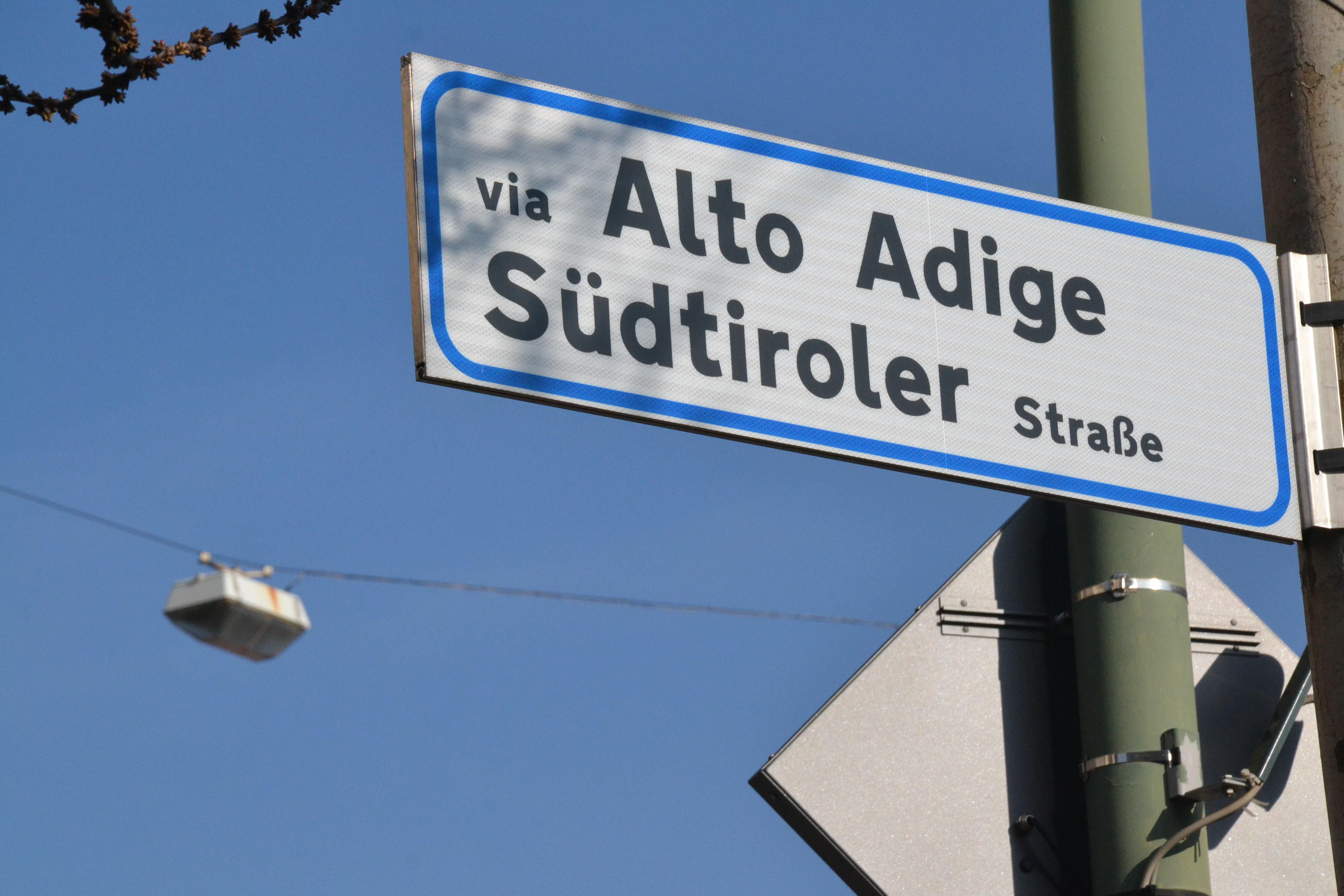
Présentation bilingue d'un odonyme à Bolzano présentant les deux versions du toponyme provincial.

Cette région des Alpes est connue sous différentes appellations, dues aux vicissitudes de l'histoire.
En italien, le nom officiel est Provincia autonoma di Bolzano - Alto Adige. Haut-Adige, l'appellation la plus fréquente en français, vient d'une création lexicale et toponymique pour la région, alors autrichienne, du Tyrol méridional, un nom géographique imposé pendant l'occupation napoléonienne faisant référence aux sources de l'Adige.
Le toponyme complet allemand  est Autonome Provinz Südtirol. Les germanophones disent couramment Südtirol, et même l'administration provinciale utilise comme politique linguistique Sud-Tyrol pour sa présentation internet en français. Tyrol du sud est l'appellation la plus fréquente en français en Belgique. Ce nom correspond à la région historique et géographique du Tyrol. Le Tyrol du Nord, le Tyrol de l'Est, le Tyrol du Sud et le Tyrol italien (Welschtirol, le Trentin d'aujourd'hui) constituent ensemble la région historique du Tyrol (unité administrative de l'Autriche-Hongrie avant 1918).
En ladin, la province s'appelle Provinzia autonòma de Balsan - Südtirol ou Provinzia autonòma de Bulsan - Südtirol selon le dialecte.
La Constitution de l'Italie (art. 116) reconnaît officiellement les deux versions Alto-Adige/Südtirol. En plus, tous les noms géographiques doivent être bilingues, trilingues dans les vallées ladines. La plupart des toponymes italiens ont été introduits par Ettore Tolomei, un linguiste originaire du Trentin, qui publia un manuel avec le titre Prontuario dei nomi locali dell'Alto Adige, devenu officiel sous le gouvernement fasciste et encore en vigueur.

## Géographie

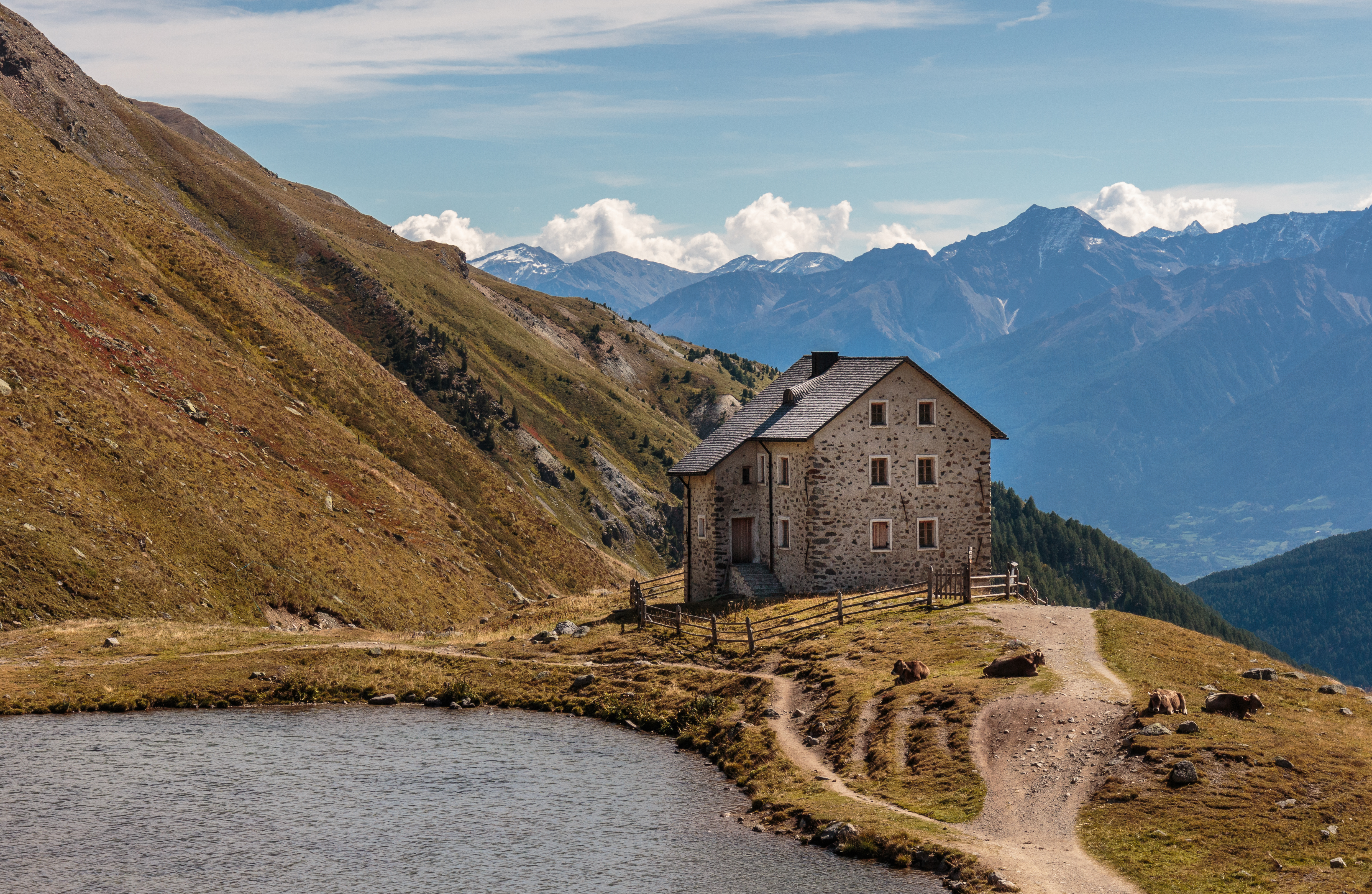
Le refuge de Pforzheimer dans la province autonome de Bolzano. Septembre 2019.

La province est limitrophe au nord et à l'est de l'Autriche (Tyrol et Salzbourg), à l'ouest de la Suisse (Grisons), au sud-est de la Vénétie (province de Belluno), au sud de la province autonome de Trente (Trentin) et au sud-ouest (par le col du Stelvio) de la Lombardie (province de Sondrio).
Le Haut-Adige est une région entièrement montagneuse, caractérisée par les Alpes et les Dolomites. Le massif des Dolomites est constitué d'une roche calcaire particulière, la dolomie, identifiée au XVIIIe siècle par un géologue français, Déodat Gratet de Dolomieu, qui lui a laissé son nom. Ce massif est depuis 2009 inscrit au patrimoine mondial de l'UNESCO. Chaque année, des millions de touristes parcourent cette contrée, pratiquant, selon la saison, le ski ou l'escalade. Ils y trouvent aussi le repos dans de confortables chalets au pied des Dolomites. Le sommet le plus élevé du Haut-Adige est l'Ortles (allemand Ortler), qui dépasse les 3 900 m d'altitude.

### Hydrographie

#### Fleuves
Le territoire est irrigué par plusieurs cours d'eau : l'Adige (en allemand Etsch), l'Isarco (en allemand Eisack), le Rienza (en allemand Rienz), le Passirio (en allemand Passer), le Talvera (en allemand Talfer).

#### Lacs
La province autonome de Bolzane compte 176 bassins d’eau naturels d’une longueur supérieure ou égale à 100 mètres. La plupart de ces bassins sont situés à des altitudes supérieures à 2 000 m. Il existe 13 lacs naturels d'une superficie supérieure à cinq hectares, dont trois seulement, le lac de Caldaro (le plus grand lac naturel du Haut-Adige) et les deux lacs de Monticolo, sont situés à moins de 1 000 m.
Les principaux lacs naturels sont le lac de Resia (Reschensee), le lac de Caldaro (Kalterer See), le lac de Montiggl (Montiggler Seen), le lac de Braies (Pragser Wildsee), le lac de Carezza et le lac de Vahrn (Vahrner See). La particularité hydrologique du Tyrol du Sud est que l'ensemble de ses cours d'eau appartient au bassin versant du Pô (ce qui a légitimé les demandes de rattachement à l'Italie plutôt qu'à l'Autriche), excepté la zone Nord-Est de la province, où commence le bassin de la Drau qui se jette, plus loin, dans le Danube.

#### Cascades

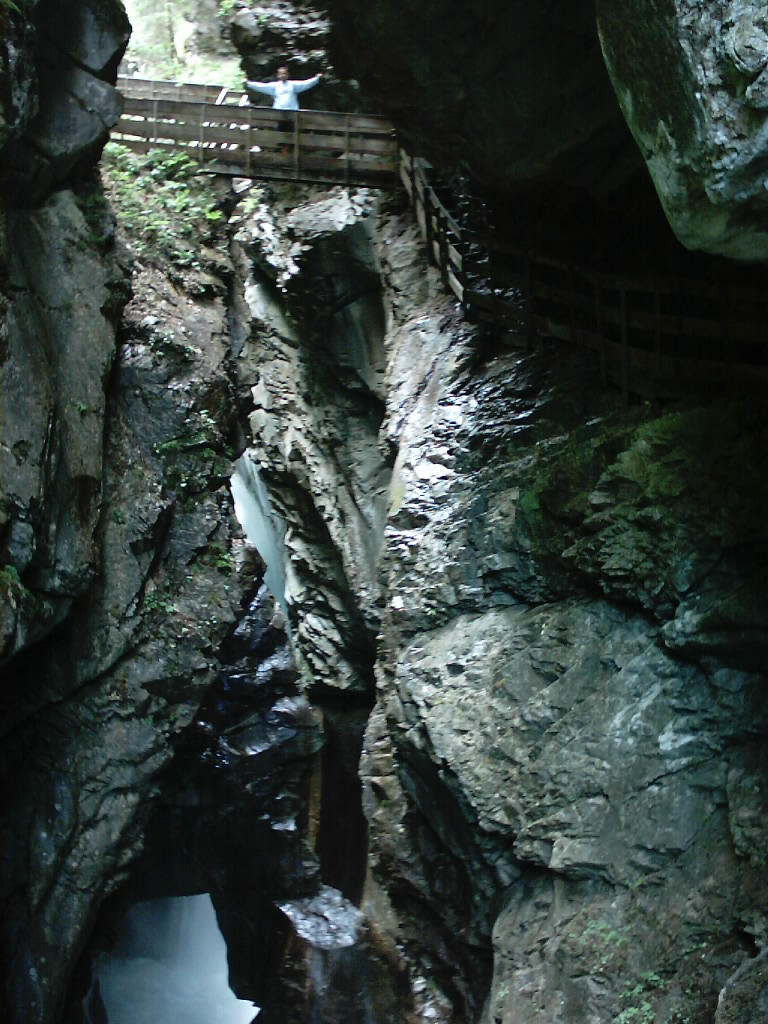
Les cascades de Stanghe.

Le Tyrol du Sud compte de nombreuses cascades. Parmi les plus connues, on trouve les cascades de Stanghe, à Racines, près de Vipiteno, les cascades de Riva, à Campo Tures dans la vallée d’Aurina, la cascade de Parcines, à Parcines dans la val Venosta, la plus haute du Tyrol du Sud.

## Organisation territoriale
La province de Bolzano compte 116 communes, organisées en 8 communautés (italien comunità comprensoriali, allemand Bezirksgemeinschaften).

Communautés.
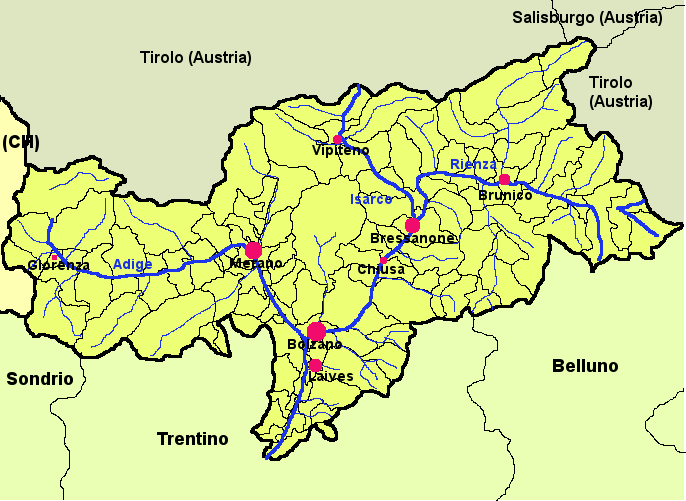
Communes majeures.

### Communautés
| Communauté (italien/allemand)               | Chef-lieu (italien/allemand) | Superficie (en km2) | Habitants        |
| ------------------------------------------- | ---------------------------- | ------------------- | ---------------- |
| Bolzano/Bozen                               | Bolzano/Bozen                | 52,34               | +107 669, (2018) |
| Burgraviato/Burggrafenamt                   | Merano/Meran                 | 1 101               | +092 631, (2005) |
| Oltradige-Bassa Atesina/Überetsch-Unterland | Egna/Neumarkt                | 424                 | +072 144, (2010) |
| Salto-Sciliar/Salten-Schlern                | Bolzano/Bozen                | 1 037               | +046 388, (2005) |
| Valle Isarco/Eisacktal                      | Bressanone/Brixen            | 624                 | +047 492, (2005) |
| Val Pusteria/Pustertal                      | Brunico/Bruneck              | 2 071               | +076 149, (2005) |
| Val Venosta/Vinschgau                       | Silandro/Schlanders          | 1 441,68            | +035 043, (2005) |
| Alta Valle Isarco/Wipptal                   | Vipiteno/Sterzing            | 650                 | +018 430, (2005) |

### Communes majeures
| Commune (italien)             | Commune (allemand)        | Habitants (2017) | Altitude (m) |
| ----------------------------- | ------------------------- | ---------------- | ------------ |
| Bolzano                       | Bozen                     | +107 669,        | 262          |
| Merano                        | Meran                     | +040 832,        | 325          |
| Bressanone                    | Brixen                    | +022 192,        | 560          |
| Laives                        | Leifers                   | +017 842,        | 258          |
| Brunico                       | Bruneck                   | +016 407,        | 838          |
| Appiano sulla Strada del Vino | Eppan an der Weinstraße   | +014 921,        | 416          |
| Lana                          | Lana                      | +012 076,        | 310          |
| Caldaro sulla strada del vino | Kaltern an der Weinstraße | +007 993,        | 425          |
| Renon                         | Ritten                    | +007 904,        | 1000         |
| Sarentino                     | Sarntal                   | +007 118,        | 900          |
| Castelrotto                   | Kastelruth                | +006 899,        | 1060         |
| Vipiteno                      | Sterzing                  | +006 980,        | 950          |
| Silandro                      | Schlanders                | +006 186,        | 720          |
| Valle Aurina                  | Ahrntal                   | +005 995,        | 1054         |
| Naturno                       | Naturns                   | +005 807,        | 528          |
| Laces                         | Latsch                    | +005 234,        | 639          |

## Population

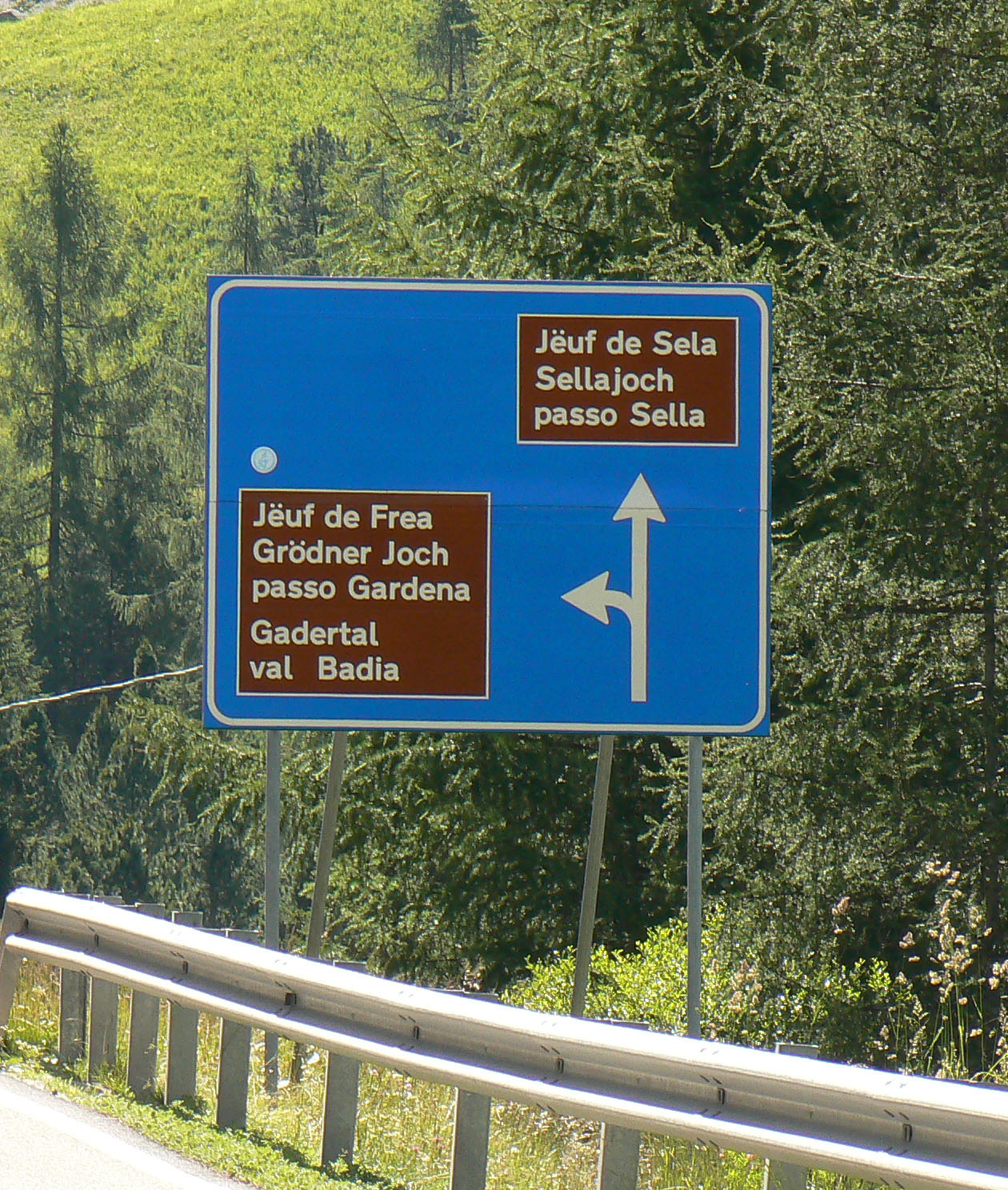
Signalisation trilingue avec indications en ladin, en allemand et en italien.

La province de Bolzane est, comme la Vallée d'Aoste et le Frioul-Vénétie Julienne, une région officiellement multilingue. L'italien et l'allemand sont les langues officielles de toute la province, auxquelles s'ajoute le ladin dans quelques communes. C'est pourquoi la signalisation est presque entièrement bilingue ou parfois trilingue. Le gouvernement provincial voudrait privilégier la version allemande.
Chaque citoyen a le droit de s'exprimer dans sa langue maternelle avec l'administration publique, même devant un juge. Les écoles sont séparées pour chaque groupe linguistique.
| Groupe linguistique | 1991    | 2001    | 2011    |
| ------------------- | ------- | ------- | ------- |
| Allemand            | 67,99 % | 69,15 % | 69,41 % |
| Italien             | 27,65 % | 26,47 % | 26,06 % |
| Ladin               | 4,36 %  | 4,37 %  | 4,53 %  |

Pour garantir une distribution équilibrée des emplois dans l'administration publique, il y a un système appelé proportionnalité ethnique (italien proporzionale etnica, allemand ethnischer Proporz). À l'occasion du recensement décennal de la population, chaque citoyen doit déclarer son appartenance  à un groupe linguistique: italien, allemand ou ladin.
La plupart des italophones habitent dans les villes les plus grandes. Le chef-lieu Bolzano et quatre autres communes (Laives, Bronzolo, Salorno et Vadena) ont une majorité de langue italienne. Dans 103 des 116 communes les germanophones sont le premier groupe linguistique, atteignant 99,81 % à San Pancrazio/St. Pankraz.
Les ladinophones sont nombreux dans le Val Gardena et dans le Val Badia.

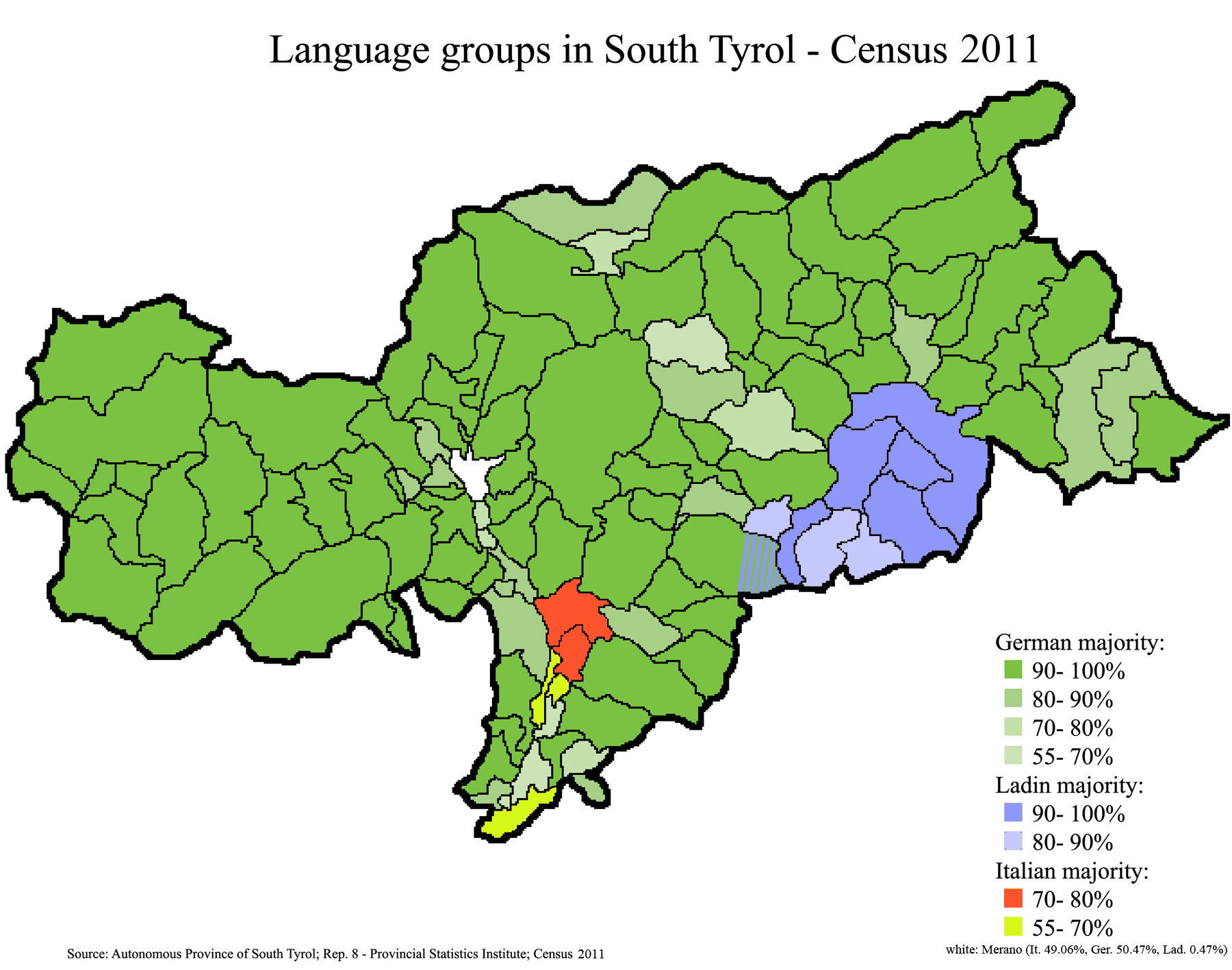
Carte de la répartition des langues dans la province : en vert l'allemand, en bleu le ladin, en rouge et jaune l'italien.

## Histoire
Le territoire de la province de Bolzane fait partie des rares régions disputées entre la Romania (où se pratiquent des langues romanes) et la Germania (où se pratiquent des langues germaniques). La frontière linguistique initiale, qui correspondait alors approximativement au limes de l'Empire romain, a reculé au Moyen Âge en certains endroits (Comté de Flandre, Lorraine, Alsace, Suisse et Tyrol). Ce glissement est expliqué par une colonisation bavaroise et en partie lombarde qui semble remonter à l'an 1200. Cette région fut le berceau de poètes qui jouèrent un rôle important dans le développement de la langue allemande comme Oswald von Wolkenstein et Walther von der Vogelweide.
À partir du IXe siècle, le Tyrol fait partie, comme tout le nord et le centre de l'Italie, du Saint-Empire romain et, à partir de l'année 1363, de l'Empire autrichien des Habsbourg, partageant le sort et l'histoire de l'Autriche de manière presque ininterrompue jusqu'à la fin de la Première Guerre mondiale.
Le Tyrol tomba quelque temps aux mains des troupes françaises de Napoléon et de ses alliés bavarois. Le héros de la lutte armée contre les envahisseurs, Andreas Hofer, fusillé à Mantoue, est un personnage populaire du Tyrol, comme peut l'être Giuseppe Garibaldi pour les Italiens. Son irrédentisme fut souvent mis en avant à des époques plus récentes. L'hymne d'Andreas Hofer est devenu l'hymne officiel du Tyrol.
Le territoire du Tyrol du Sud, presque complètement germanophone (presque 90 % de sa population, contre 2,9 % d'italophones en 1910), fut rattaché à l'Italie à la fin de la Première Guerre mondiale en application du traité de Saint-Germain-en-Laye de 1919. Depuis le XIXe siècle, la « Vénétie tridentine » faisait partie des « terres irrédentes » dans la vision des nationalistes italiens.
À partir de 1922, les Tyroliens rattachés à l'Italie furent soumis à une tentative avortée d’italianisation forcée, de la part du régime fasciste, qui favorisa l'immigration depuis les autres régions italiennes, et tenta d'imposer l'usage généralisé de la langue italienne, surtout grâce à l'enseignement monolingue dans les écoles, ce qui, non seulement provoqua protestations et rancœur de la part des habitants de langue allemande, mais aussi la naissance d'un enseignement clandestin, dans les écoles des catacombes. Le Programme de Tolomei, mis en œuvre à la suite des propositions faites par le sénateur Ettore Tolomei[réf. nécessaire] en 1923, a permis l'italianisation de l'ancien Südtirol autrichien, peuplé d'une population en très grande majorité germanophone. La toponymie allemande devait être supprimée et remplacée, en se servant du Prontuario dei nomi locali dell'Alto Adige, dont Tolomei lui-même était l'auteur.
Dans le même temps toutefois, le rapprochement entre Hitler et Mussolini, et l'annexion de l'Autriche par le Troisième Reich (Anschluss), allégea la pression de la propagande, tandis que des cellules nazies, tolérées par Rome, proliféraient dans le Haut-Adige.
En 1939, un accord entre le régime nazi et le régime fasciste, intéressés pour divers motifs à éloigner le plus grand nombre possible d'Allemands de la région, conduisit aux Options, qui virent une bonne partie des habitants allemands, confrontés aux pressions fascistes, choisir d'émigrer vers le Troisième Reich, en premier lieu vers les terres conquises à l'Est (Pologne), déchirant des familles entières entre les Dableiber (« ceux qui restent là », qui décidèrent de ne pas quitter leur terre) et les « Optanten » (qui privilégièrent leur identité culturelle). Dans les faits, comme le remarquent des responsables italiens (Journal de Ciano par exemple), l'Allemagne retarda tellement l'accueil des candidats au déplacement que presque tous étaient encore sur place en 1943 ; ce qui explique que, malgré les projets d'italianisation, la province soit restée très majoritairement peuplée de germanophones.
Après la Proclamation de Badoglio du 8 septembre 1943, dans un contexte d'effondrement du pouvoir fasciste en Italie, le Haut-Adige fut gouverné directement par les autorités nazies (ce sont les 600 jours). Cette période favorisa la langue allemande au détriment de l'italien. De nombreux habitants de langue allemande s'engagèrent dans les SS et la Gestapo, collaborèrent aux persécutions contre les juifs (la communauté de Merano fut décimée) et à la chasse aux soldats italiens débandés après le 8 septembre. Parmi les plus inflexibles gardiens du camp de concentration de Bolzano — étape vers Mauthausen, Auschwitz, etc. — on trouve ainsi plusieurs habitants de langue allemande, y compris des femmes.
Mais des individus (Franz Thaler, Josef Mayr-Nusser) ou de petits groupes, surtout dans la minorité qui n'avait pas opté pour le Troisième Reich nazi (les Dableiber), s'opposèrent malgré les risques  aux nazis, certains allant jusqu’à la lutte armée.
Après la Seconde Guerre mondiale, le Haut-Adige fut à nouveau rendu à l'Italie. Les Alliés imposèrent à l'Italie un traité de protection de la minorité de langue allemande, prévoyant une autonomie pour la province (Accord De Gasperi-Gruber, 5 septembre 1946). Le président du conseil italien, Alcide De Gasperi, originaire de Pieve Tesino en Trentin, voulut élargir cette autonomie à ses concitoyens. Ainsi fut créée la région Trentin-Haut-Adige, où les Italiens étaient majoritaires, rendant moins facile l'autoadministration des Tyroliens du sud.
Pour cette raison, et à cause de l'arrivée de nouveaux immigrés italiens, l'insatisfaction de la population germanophone crût et culmina dans les années 1960 avec le mouvement terroriste du BAS (allemand Befreiungsausschuss Südtirol - Comité pour la libération du Tyrol du Sud), pour obtenir la réunification du Tyrol au sein de l'Autriche. Au début, les actions étaient dirigées exclusivement contre les biens (monuments, lignes électriques) et non contre les personnes.
Parmi les représentants les plus en vue de la lutte pour le rattachement du Haut-Adige à l’Autriche, il y eut Sepp Kerschbaumer et Georg Klotz qui défendirent leur cause en étroite coordination avec les autorités politiques du Haut-Adige (le charismatique Silvius Magnago de la Südtiroler Volkspartei, président de la province) et de l'Autriche (Bruno Kreisky, ministre autrichien des Affaires étrangères de l'époque et chancelier très populaire par la suite).
À la suite de l'action des carabiniers et de la justice, la lutte se durcit, coûtant la vie à une vingtaine de personnes parmi les forces de l'ordre italiennes, la population italienne et les membres de la résistance autochtone. La lutte continua jusqu'à la fin des années 1980.
La question du Haut-Adige devint un cas international. Avec la résolution no 1497 les Nations unies pressèrent urgemment l'Italie et l'Autriche de « reprendre les négociations avec l'objectif de trouver une solution à toutes les divergences relatives à la mise en œuvre de l'accord de Paris du 5 septembre 1946 », dans la mesure où, de fait, le gouvernement italien n'appliquait pas complètement ces accords.
En 1972, un nouveau statut d'autonomie entra en vigueur. La plupart des compétences législatives et administratives ainsi que les ressources financières ont été transférées de la région Trentin-Haut-Adige aux deux provinces de Trente et Bolzane, pour cette raison définies autonomes. Le Haut-Adige retient 90 % de tous les impôts, il s'agit du statut d'autonomie le plus poussé pour une province en Europe (avec celui d'Åland en Finlande). Cette autonomie est fondée sur une séparation des populations dans les écoles, sur l'obligation du bilinguisme pour tous les employés publics, sur la répartition des emplois publics proportionnellement à l'importance des groupes linguistiques.

## La province aujourd'hui
La province du Haut-Adige est considérée comme un modèle de cohabitation interethnique. Grâce à son autonomie, elle est aujourd'hui la région la plus riche d'Italie.
Pourtant demeurent des problèmes. Dans les dernières années du XXe siècle et les premières du XXIe siècle, on assiste à la diffusion progressive d'un mal-être de la population de langue italienne (qui est passée de 35 % à environ 25 %), avec une évolution ultérieure tout à fait imprévisible. L'entrée de l'Autriche dans l'Union européenne (en 1995) et son adhésion au traité de Schengen a entraîné un redéploiement des forces armées de la frontière entre les deux Tyrols vers les autres régions d'Italie. Ces troupes étant constituées quasi exclusivement d'italophones, leur départ a fortement contribué à ce phénomène. En même temps l'administration publique n'est plus un domaine exclusif des « Italiens » : jusqu'aux années 1970, 90 % des fonctionnaires ainsi que les ouvriers dans l'industrie étaient italophones  tandis que les germanophones dominaient l'agriculture, le commerce, l'artisanat et le tourisme. Depuis les années 1990, l'arrivée d'immigrés appelés comme main d'œuvre dans la province économiquement la plus performante de l'Italie a diversifié la population et a ajouté un aspect supplémentaire à la question linguistique déjà complexe. Les immigrés qui viennent majoritairement d'Albanie, d'Allemagne, du Pakistan, du Maroc et de la Roumanie représentent désormais 10 % de la population locale et sont, à l'exception des Allemands, majoritairement scolarisés dans les écoles italophones.
Le groupe italophone, traditionnellement plutôt lié à la droite voire à l'extrême-droite italienne, souligne le caractère italien de la région et déplore le système des autonomies. Ses votes sont en conséquence allés au MSI d'abord, puis à l'Alliance nationale, puis au « Peuple de la Liberté », aujourd'hui majoritairement à la Lega et aux Fratelli d'Italia. S'inscrit aussi la question de sa représentation politique : depuis l'adoption du système électoral majoritaire à deux tours (loi 81/1993), dans les communes de plus de 15 000 habitants, la droite italienne, même dans les communes à forte majorité italienne comme Bolzano, se voit régulièrement dépassée par la gauche qui bénéficie du vote de la minorité germanophone, plus dirigé contre la droite que favorable à la gauche[réf. nécessaire]. Les conseils municipaux qui en résultent sont fortement conditionnés par les minorités germanophones locales et peu représentatifs du groupe linguistique localement majoritaire[réf. souhaitée].
En 2002, la population italophone de Bolzano vota contre le changement de nom de la Place de la Victoire, où se trouve un imposant monument construit par les fascistes. La proposition était de l'appeler Place de la Paix, mais la majorité y a vu l'intention de dépouiller la ville de son identité italienne.
En 2006, presque tous les maires de la province envoient une pétition au parlement de Vienne, demandant que dans la nouvelle constitution autrichienne soit indiqué explicitement le rôle de l'Autriche comme puissance protectrice des Tyroliens du Sud. Parmi les germanophones existent aussi des aspirations indépendantistes pour créer un État libre du Tyrol du Sud ou se rattacher à l'Autriche, comme le démontre la croissance de la droite nationaliste germanophone (en particulier Die Freiheitlichen et Süd-Tiroler Freiheit aux élections de 2013). En 2018 pourtant, ces deux partis ont perdu plus de 50 % de leurs voix.
Le seul parti qui se définit comme interethnique et qui souhaite surmonter le système actuel pour construire une identité régionale qui englobe toutes les communautés sont les Verts, la quatrième force politique dans le parlement actuel.
En 2018, le gouvernement autrichien envisage d'accorder la citoyenneté autrichienne à toute la population germanophone de la province, ce qui ravive les tensions.

## Politique
La province autonome de Bolzane est représentée par un Conseil de la province composé de 35 conseillers (organe législatif) et par une junte de la province (organe exécutif, avec un président et des assessori, adjoints). Le parti dominant est le Südtiroler Volkspartei, qui a disposé de la majorité absolue de la fin de la Seconde Guerre mondiale jusqu'en 2013.
Le président de la junte et président de la province (Landeshauptmann en allemand) a été de 1989 à 2013 Luis Durnwalder. Arno Kompatscher lui succède en 2013. Les adjoints sont huit : cinq du groupe allemand (SVP), deux du groupe italien (Parti démocrate), un du groupe ladin (SVP).

## Conseil de la province élu en 2018
| Nom                                            | Nombre de voix | %     | Nombre de sièges de conseillers (différence) |
| ---------------------------------------------- | -------------- | ----- | -------------------------------------------- |
| Südtiroler Volkspartei                         | 119 109        | 41,90 | +15, (- 2)                                   |
| Team Köllensperger                             | 43 315         | 15,20 | +06, (+ 6)                                   |
| Lega Nord                                      | 31 515         | 11,10 | +04, (+ 3)                                   |
| Verdi - Grüne - Verc - Liberi e Uguali         | 19 392         | 6,80  | +03,                                         |
| Die Freiheitlichen                             | 17 620         | 6,20  | +02, (- 4)                                   |
| Süd-Tiroler Freiheit                           | 16 927         | 6,00  | +02, (- 1)                                   |
| Partito Democratico (Pd)- Demokratische Partei | 10 808         | 3,80  | +01, (- 1)                                   |
| MoVimento 5 Stelle                             | 7.097          | 2,40  | +01,                                         |
| L'Alto Adige nel cuore - Fratelli d'Italia     | 6.057          | 1,70  | +01,                                         |
| BürgerUnion                                    | 3.665          | 1,30  | +00, (- 1)                                   |
| Autres listes                                  | 10.358         | 3,70  | +00,                                         |

### Conseil de la province 2013-2018
Lors des élections provinciales du 27 octobre 2013, la lente érosion de la SVP continue, cette dernière perdant la majorité absolue des 35 conseillers. Ce recul profite surtout au centre-gauche et aux mouvements séparatistes germanophones qui préconisent le rattachement à l'Autriche.
| Nom                                                                | Nombre de voix | %     | Nombre de sièges de conseillers (différence) |
| ------------------------------------------------------------------ | -------------- | ----- | -------------------------------------------- |
| Südtiroler Volkspartei                                             | 131 236        | 45,70 | +17, (- 1)                                   |
| Die Freiheitlichen                                                 | 51 504         | 17,90 | +06, (+ 1)                                   |
| Verdi - Grüne - Verc - Sel                                         | 25 067         | 8,70  | +03, (+ 1)                                   |
| Süd-Tiroler Freiheit                                               | 20 736         | 7,20  | +03, (+ 1)                                   |
| Partito Democratico (Pd)- Demokratische Partei                     | 19 207         | 6,70  | +02, (=)                                     |
| Forza Alto Adige - Lega Nord - Team Autonomie                      | 7.118          | 2,50  | +01,                                         |
| MoVimento 5 Stelle                                                 | 7.097          | 2,50  | +01, (+ 1)                                   |
| Bündnis (alliance) BürgerUnion - Ladins Dolomites - Wir Südtiroler | 6.065          | 2,10  | +01, (=)                                     |
| L'Alto Adige nel cuore                                             | 6.057          | 2,10  | +01, (+ 1)                                   |
| Unitalia                                                           | 4.832          | 1,70  | +00, (- 1)                                   |
| Autres listes                                                      | 8.044          | 5,60  | +00,                                         |

### Conseil de la province 2008-2013
Lors des élections provinciales de 2008, les résultats ont été les suivants :
| Nom                                                               | Nombre de voix | %    | Nombre de conseillers élus (différence)           |
| ----------------------------------------------------------------- | -------------- | ---- | ------------------------------------------------- |
| Südtiroler Volkspartei (SVP)                                      | 146 555        | 48,1 | +18, (-3)                                         |
| Die Freiheitlichen                                                | 43 615         | 14,3 | +05, (+3)                                         |
| Il Popolo della Libertà Berlusconi                                | 25 297         | 8,3  | +03, (= au score de l'Alliance nationale en 2003) |
| Parti démocrate                                                   | 18 141         | 6,0  | +02,                                              |
| Verdi Grüne Vërc Bürger Liste civiche                             | 17 745         | 5,8  | +02, (-1)                                         |
| Süd-Tiroler Freiheit                                              | 14 888         | 4,9  | +02, (+2)                                         |
| Union für Südtirol                                                | 7 048          | 2,3  | +01, (-1)                                         |
| Lega Nord Südtirol                                                | 6 413          | 2,1  | +01, (+1)                                         |
| Unitalia Movimento Iniziativa Sociale (extrême droite italophone) | 5 689          | 1,9  | +01,                                              |
| Di Pietro Italia dei Valori                                       | 5 009          | 1,6  | +00,                                              |
| Casini UDC                                                        | 3 792          | 1,2  | +00,                                              |

### Conseil de la province 2003-2008
Lors des précédentes élections (octobre 2003), les résultats avaient été les suivants (entre parenthèses, gains ou pertes par rapport aux élections du 22 novembre 1998) :
- Südtiroler Volkspartei (SVP), 167 347 v., 55,6 %, 21 conseillers (=) ;
- Alliance nationale, 25 370 v., 8,4 %, 3 conseillers (=) ;
- Grüne Fraktion - Gruppo verde - Grupa Vërda, 23 701, 7,9 %, 3 conseillers (+ 1) ;
- Union für Südtirol, 20 548 v., 6,8 %, 2 conseillers (=) ;
- Die Freiheitlichen, 15 122 v., 5 %, 2 conseillers (+ 1) ;
- Insieme a sinistra - Pace e Diritti, 11 572 v., 3,8 %, 1 conseiller (cette liste est une alliance des Démocrates de gauche avec le SDI et Refondation communiste) ;
- Il Centro-Margherita - Unione autonomista, 11 180 v., 3,7 %, 1 conseiller ;
- Forza Italia, 10 187 v., 3,4 %, 1 conseiller ;
- Unitalia Iniziativa sociale, 4 497 v., 1 conseiller (=) ;
- Ladins, 4 109 v. (- 1) ;
- Alternativa rosa - Alternative Enrosadira, 2 879 v. ;
- Parti des communistes italiens, 2 613 v. ;
- Ligue du Nord, 1 625 v.

## Culture

### Traditions
Il existe de nombreuses légendes et sagas liées aux localités des Dolomites ; parmi les plus célèbres figurent la légende du roi Laurin et celle du royaume des Fanes, qui fait partie du patrimoine mythologique ladin.

## Personnages célèbres
- Michael Gaismair
- Michael Gamper
- Lilli Gruber, journaliste, présentatrice de télévision, et ancienne députée européenne de l'Olivier
- Nikolaus Harnoncourt, musicien et petit-fils du Comte de Meran
- Dorothea Wierer, championne de biathlon
- Andreas Hofer
- Christof Innerhofer, champion de ski
- Isolde Kostner, championne de ski
- Silvius Magnago, président de la province entre 1960 et 1989
- Reinhold Messner, grimpeur de l'extrême et ancien député européen des Verts (i Verdi).
- Peter Mitterhofer
- Giorgio Moroder
- Gustav Thöni, champion italien de ski
- Luis Trenker, acteur des années 1940, célèbre en Allemagne et en Autriche, qui fut père à 80 ans.
- Max Valier
- Walther von der Vogelweide
- Oswald von Wolkenstein
- Andreas Seppi, joueur de tennis professionnel.
- Jannik Sinner, joueur de tennis professionnel.
- Günther Steiner, manager de l'écurie de Formule 1 Haas.

## Galeries

Villes d'art
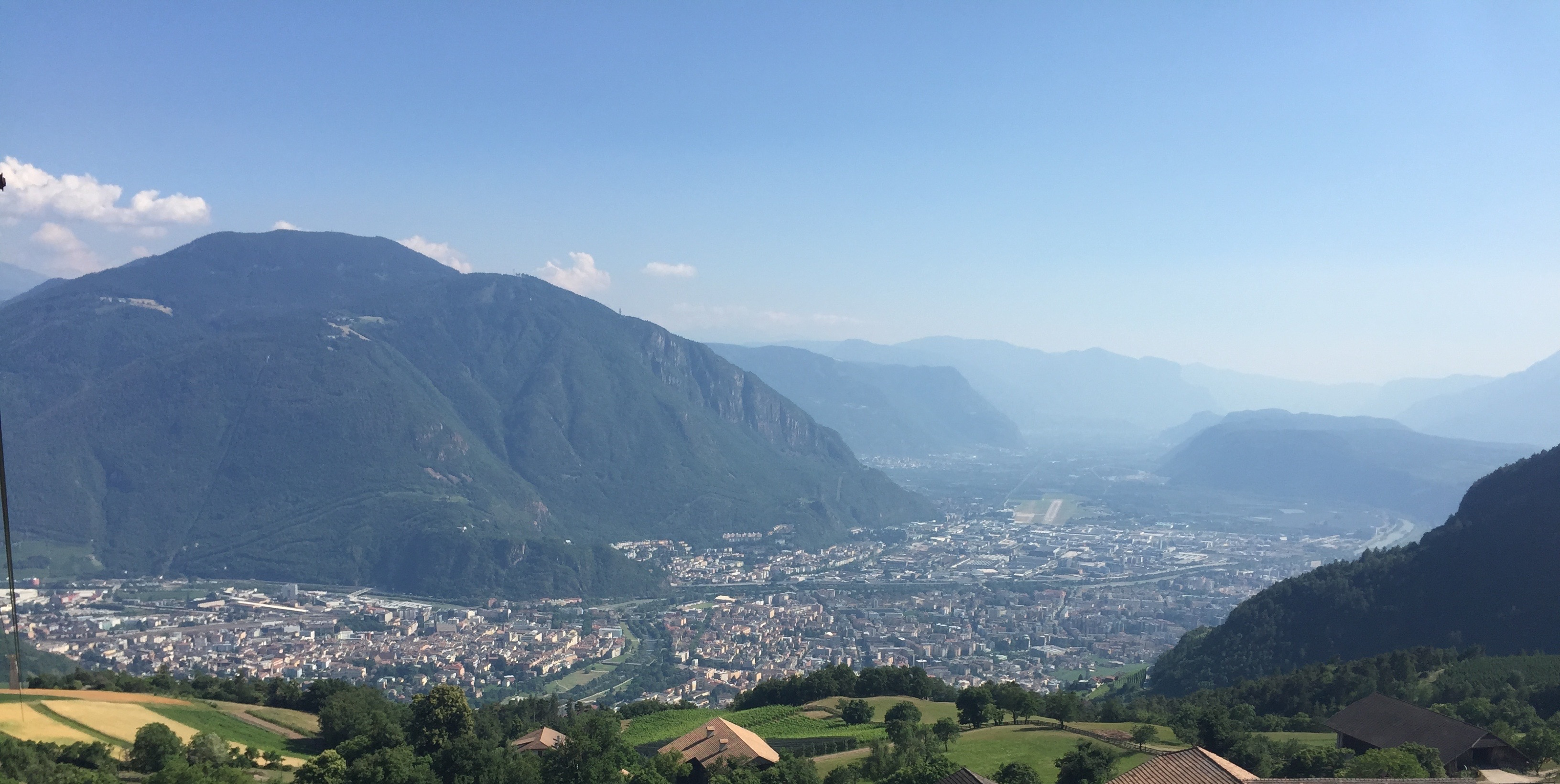
Bolzano/Bozen.
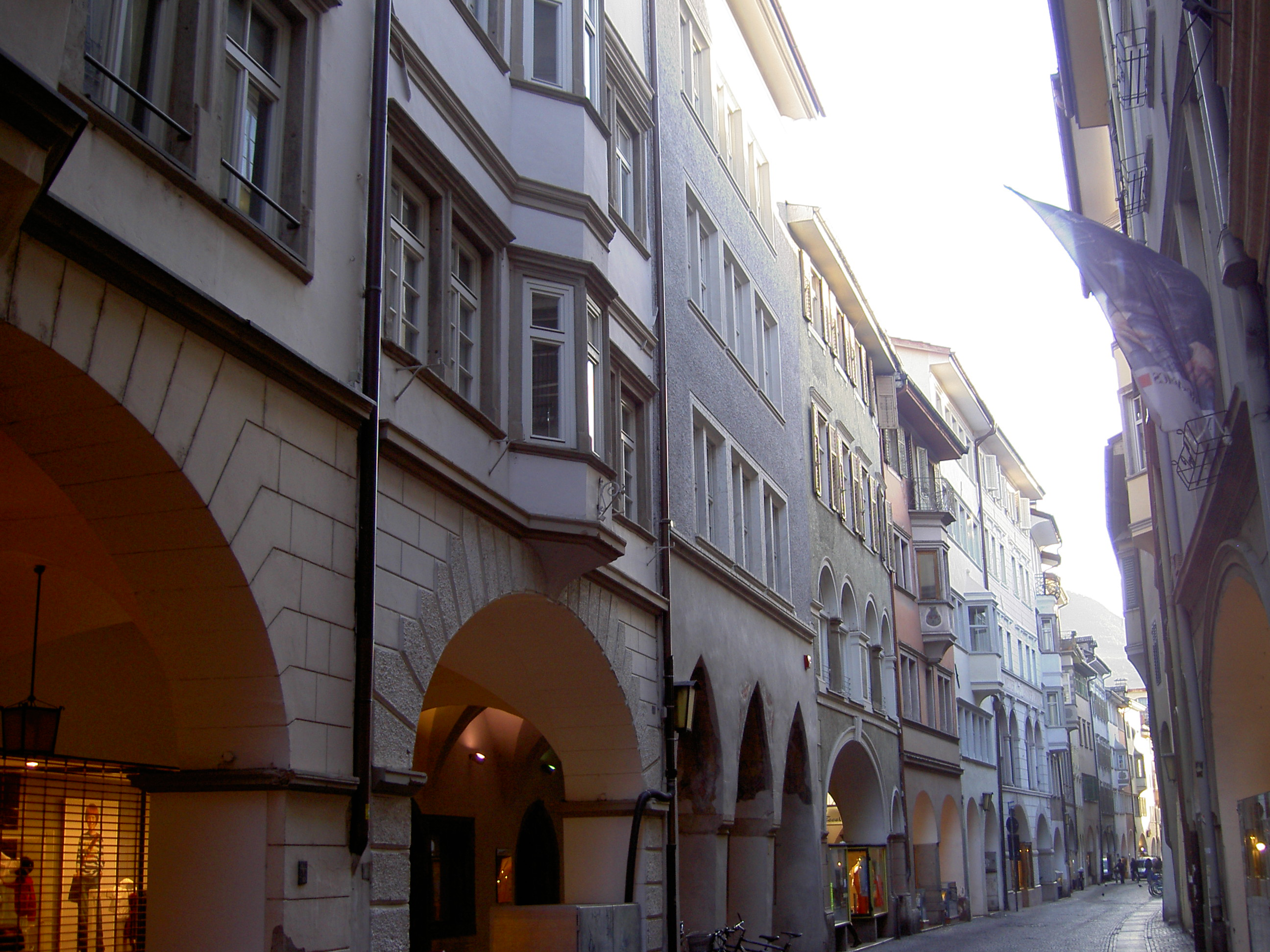
Bolzano/Bozen.
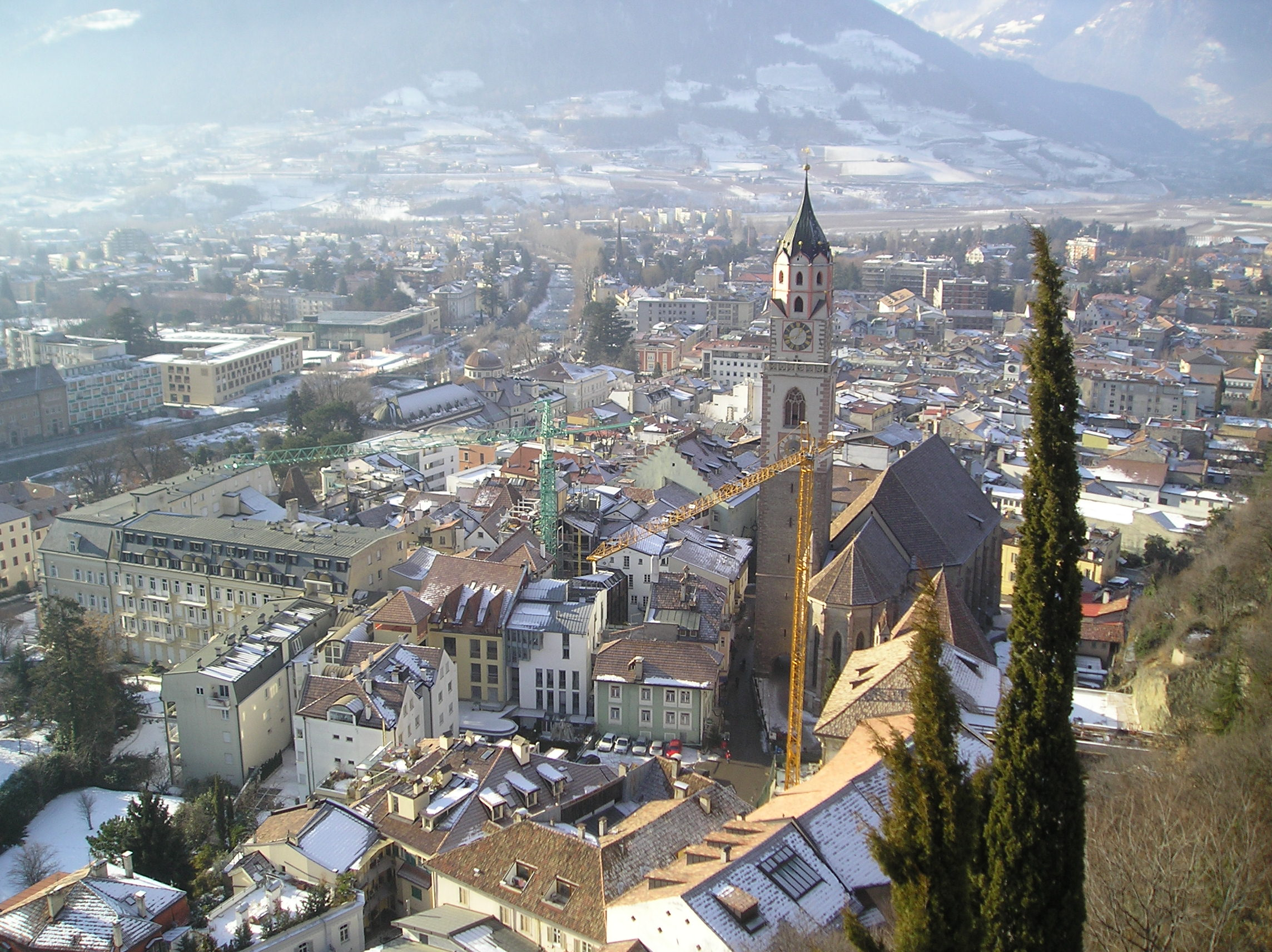
Merano/Meran.
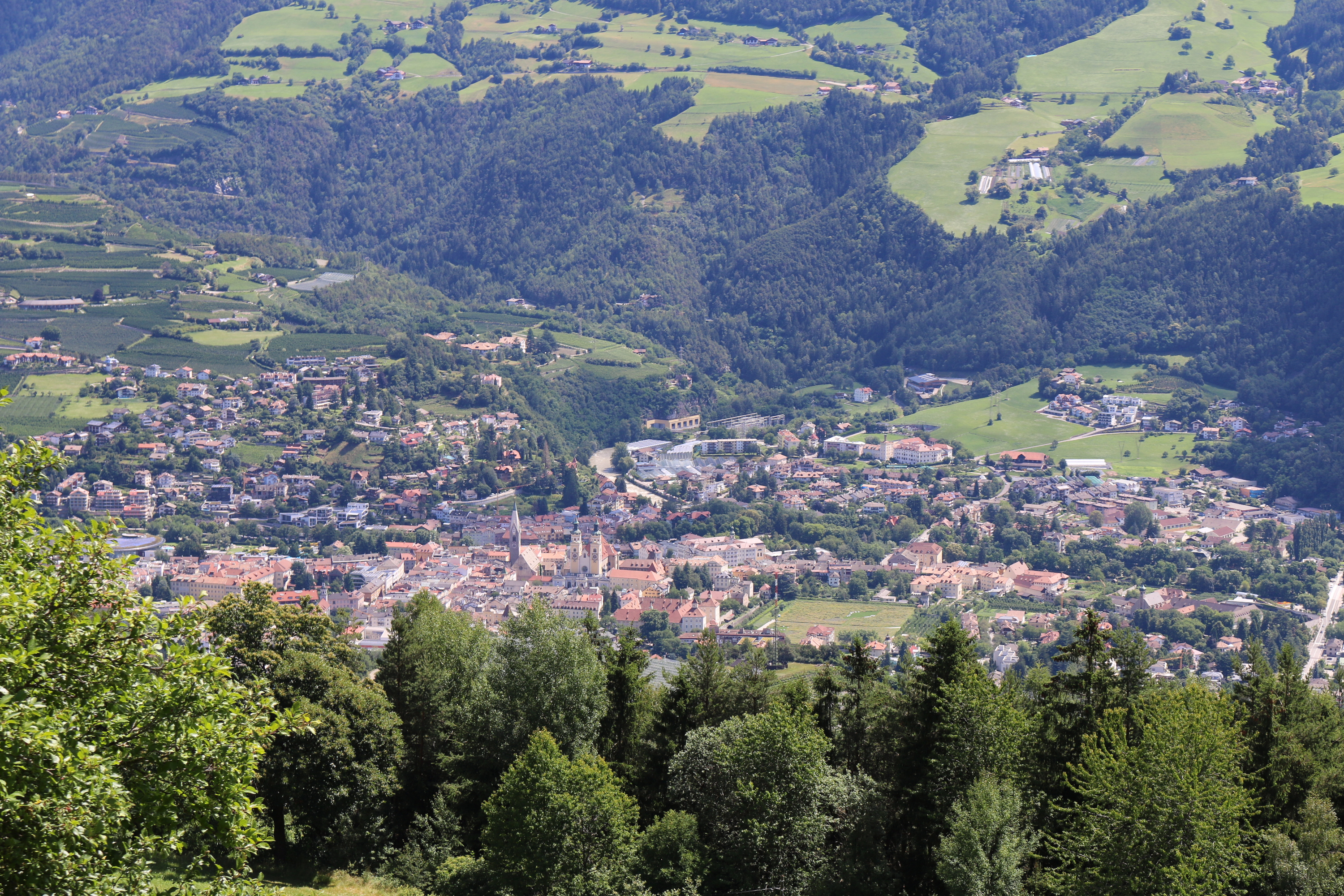
Bressanone/Brixen.
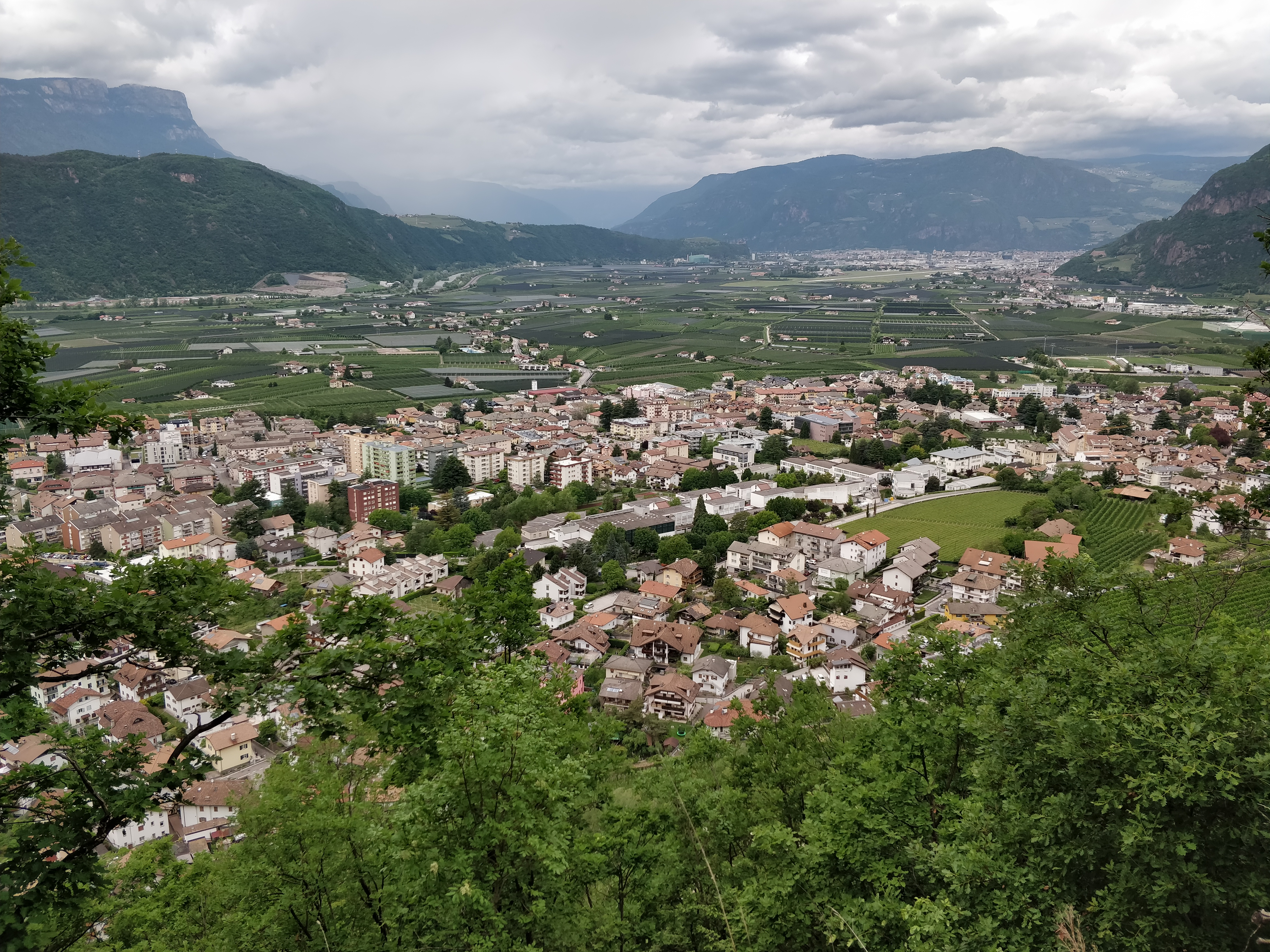
Laives/Leifers.
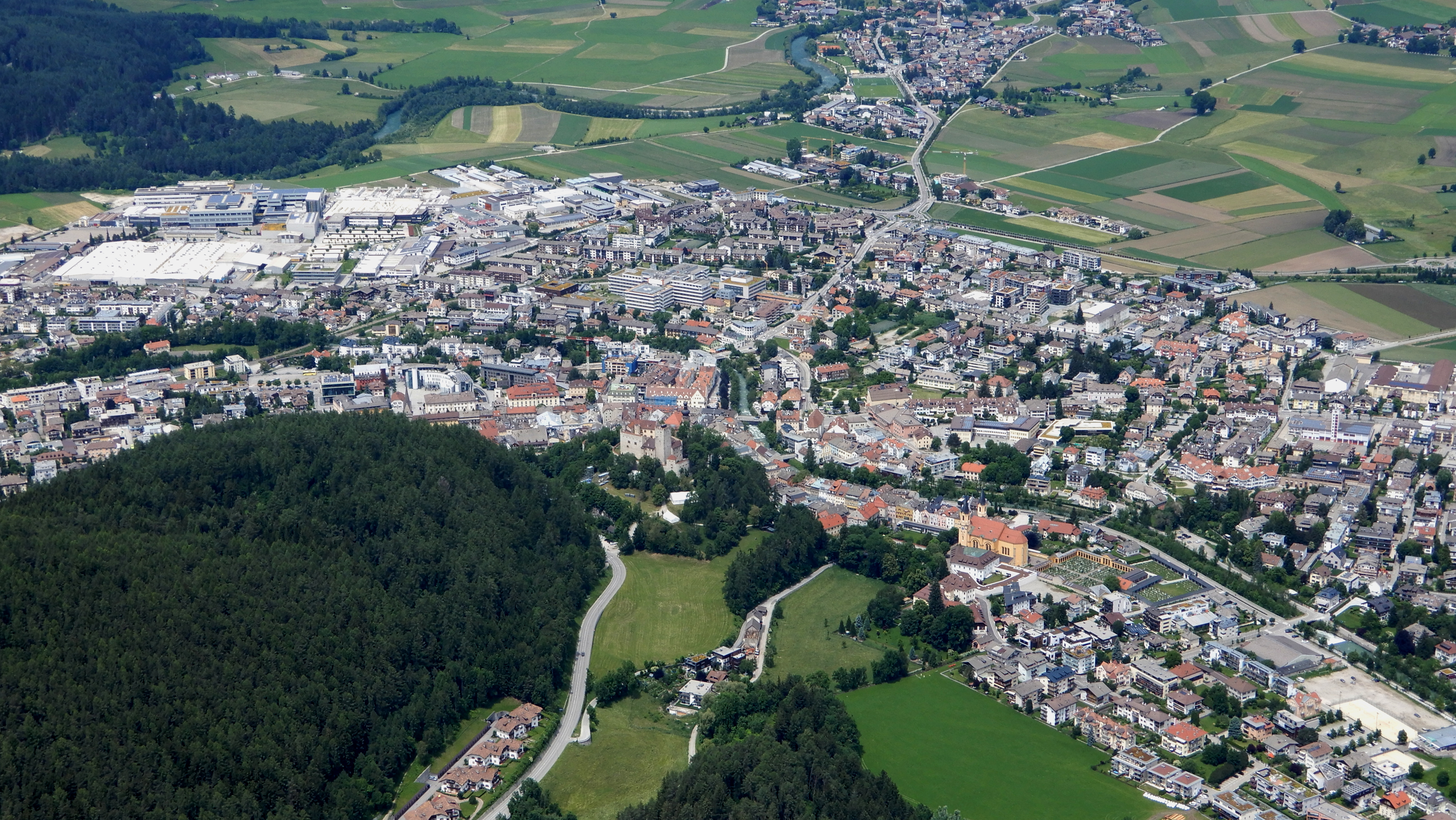
Brunico/Bruneck.
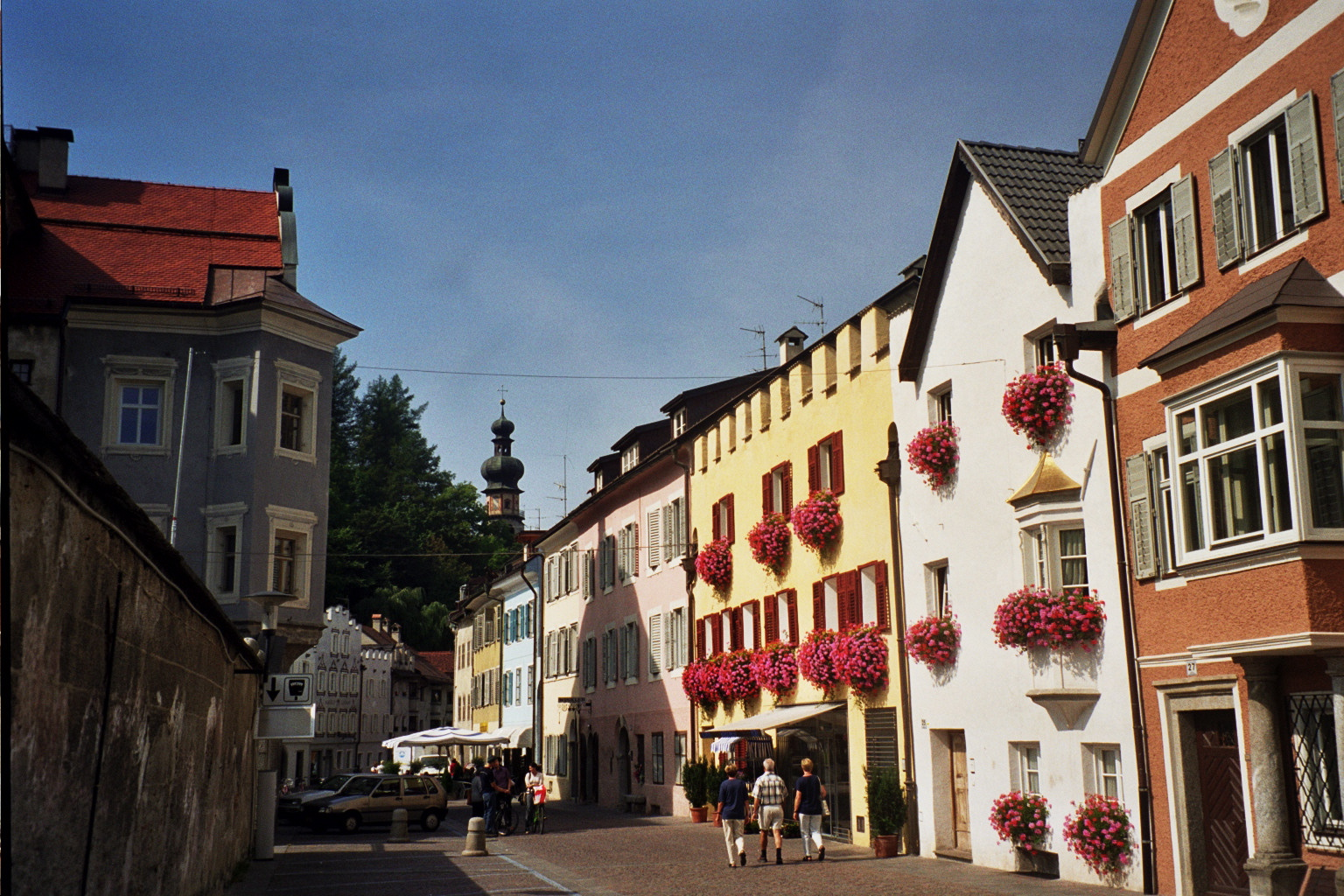
Brunico/Bruneck.
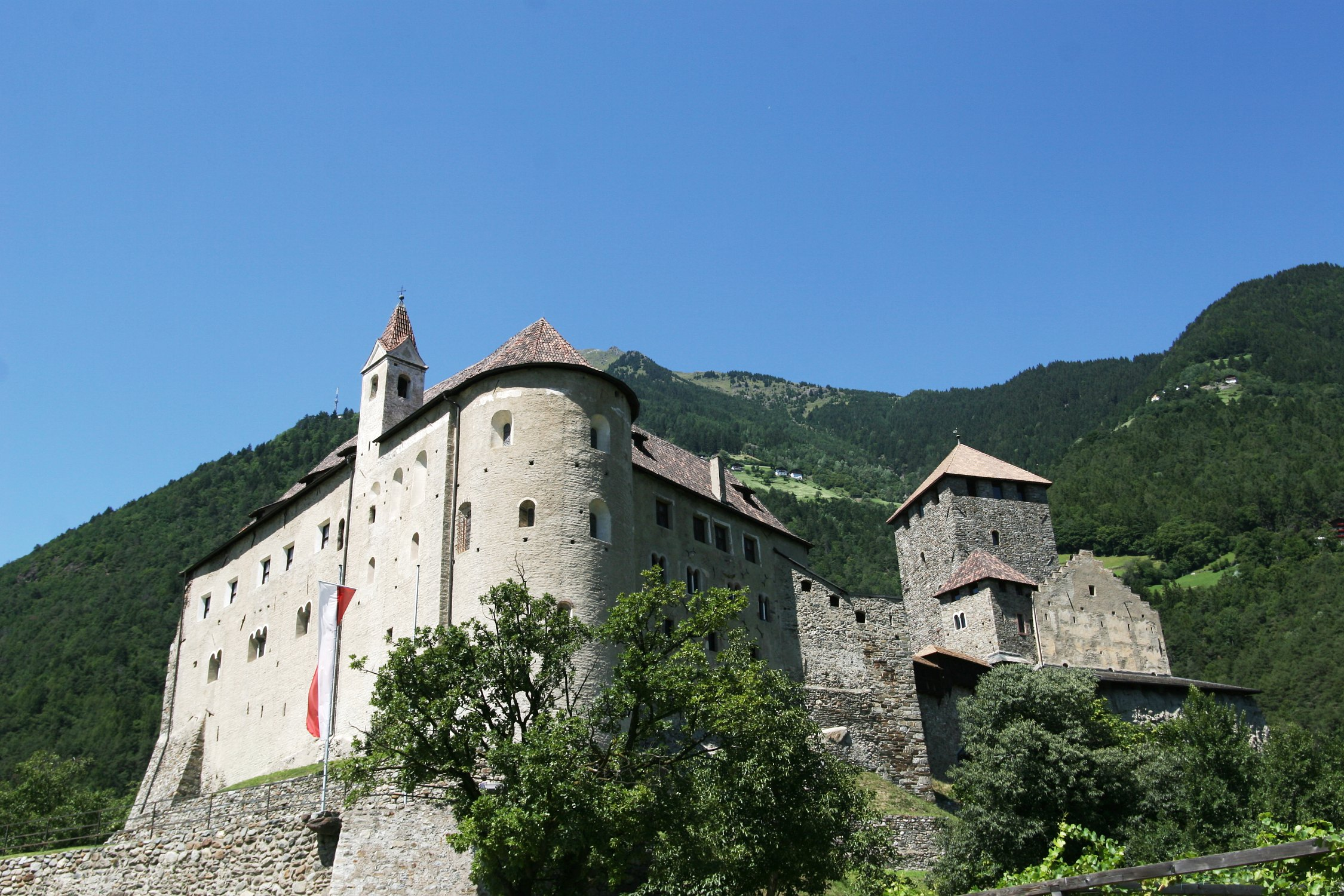
Château Tyrol.

Montagnes
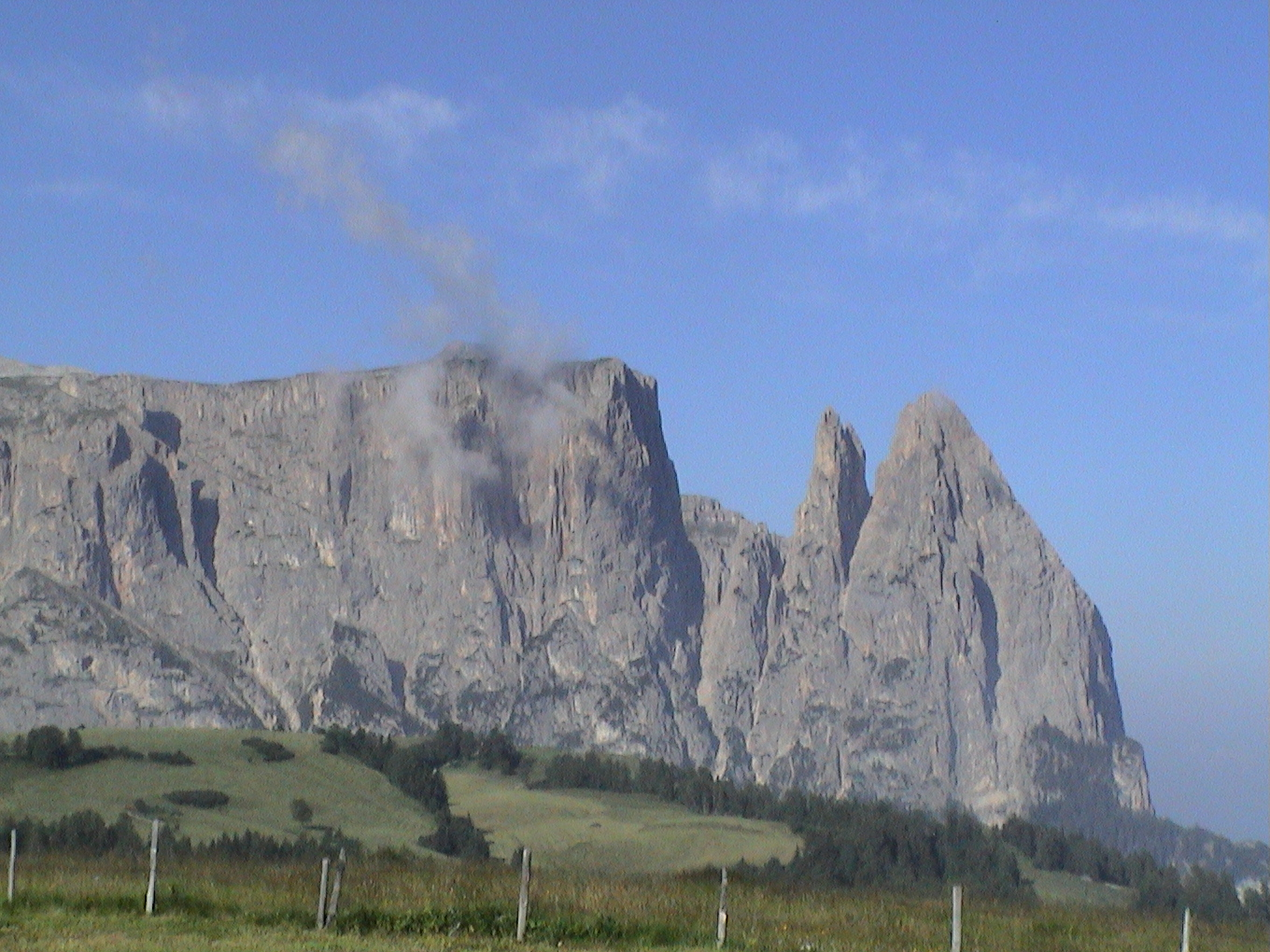
Sciliar/Schlern.
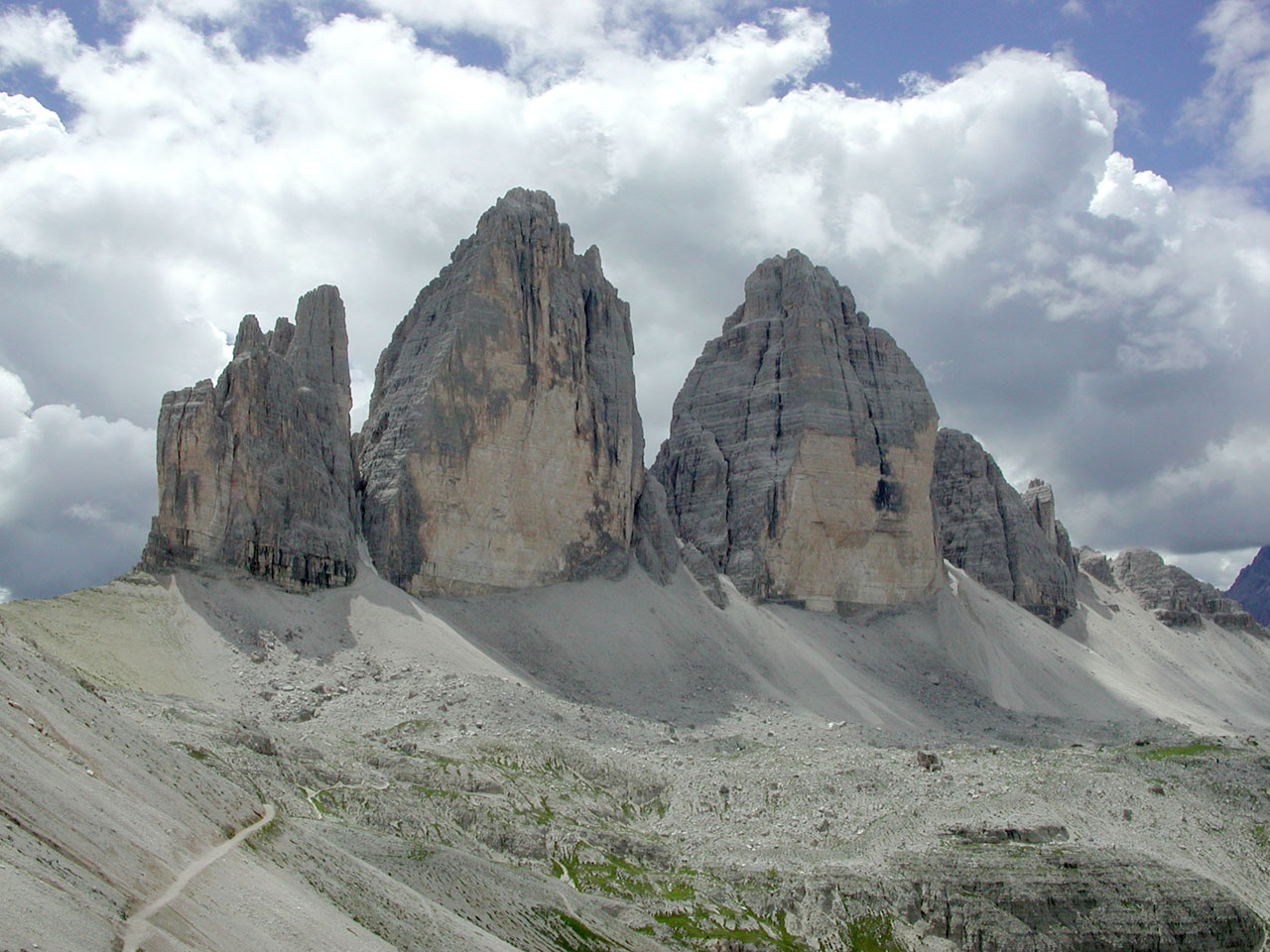
Tre Cime di Lavaredo/Drei Zinnen.
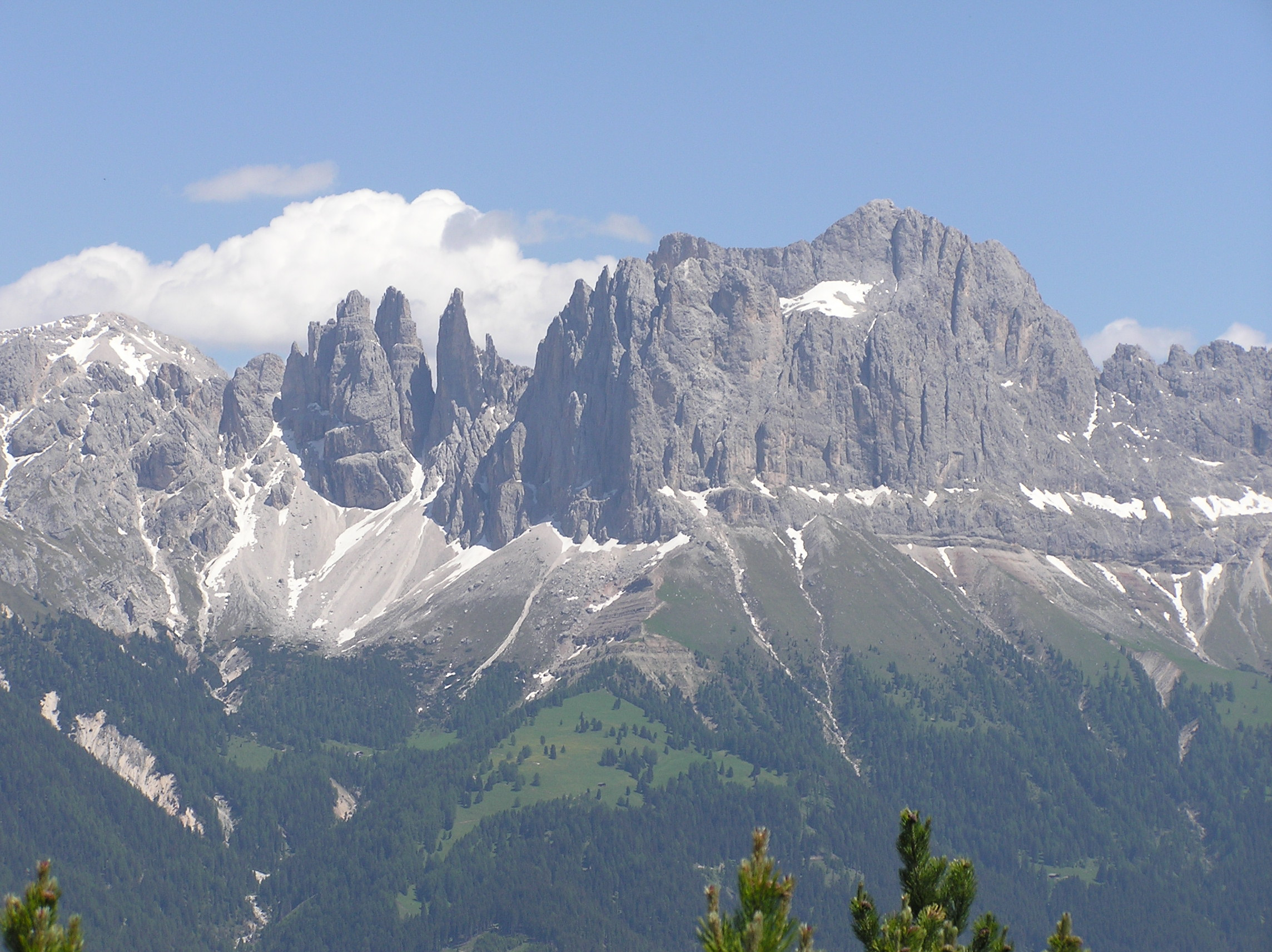
Catinaccio/ Rosengarten.
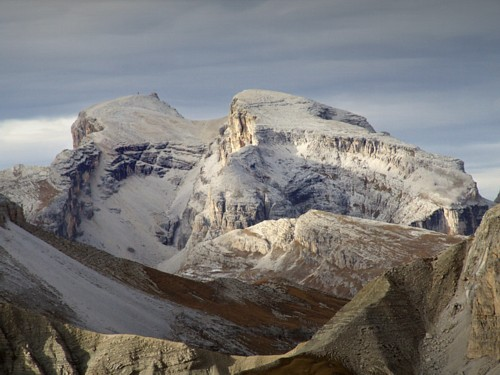
Croda dei Baranci/Birkenkofel.
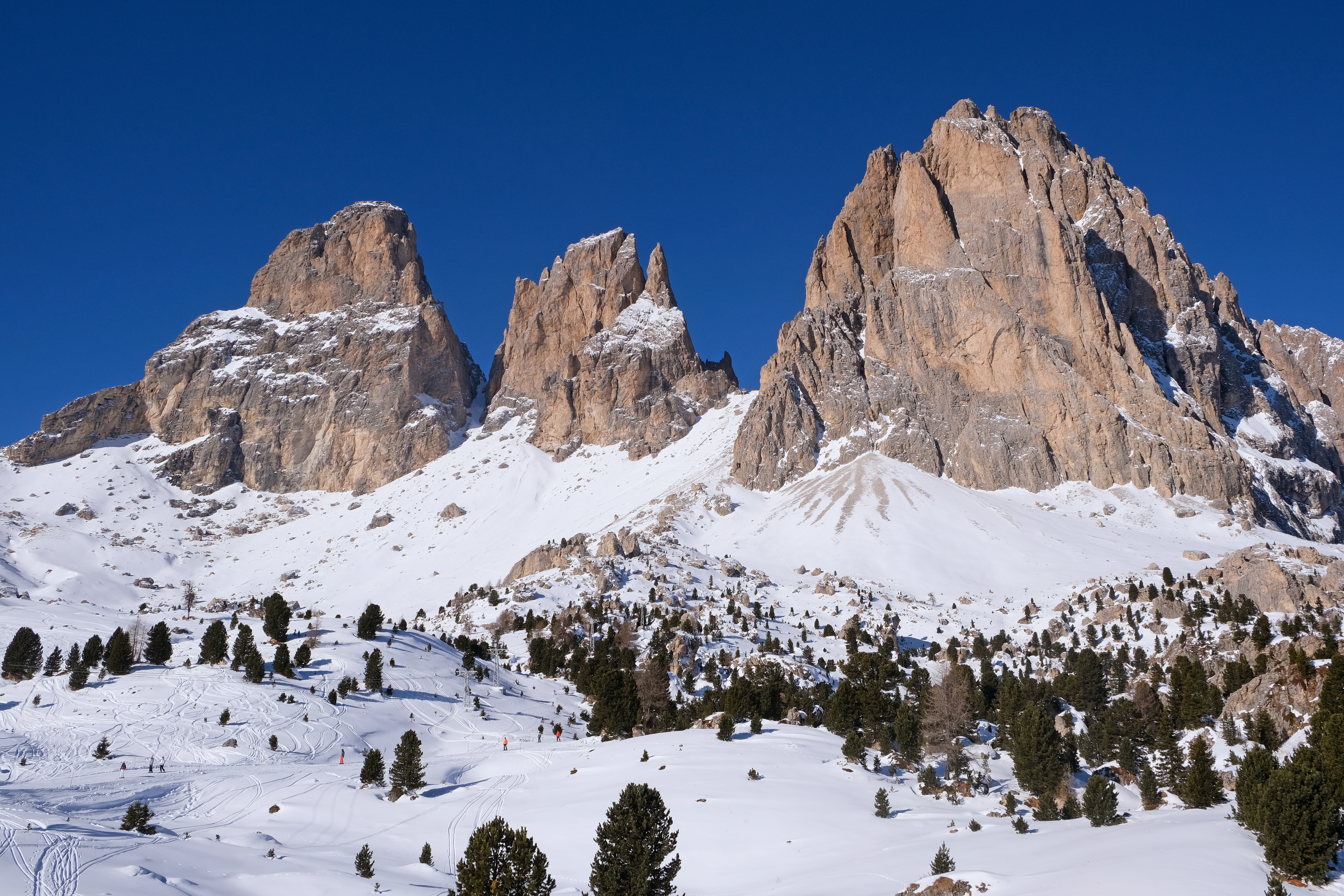
Sassolungo/Langkofel.
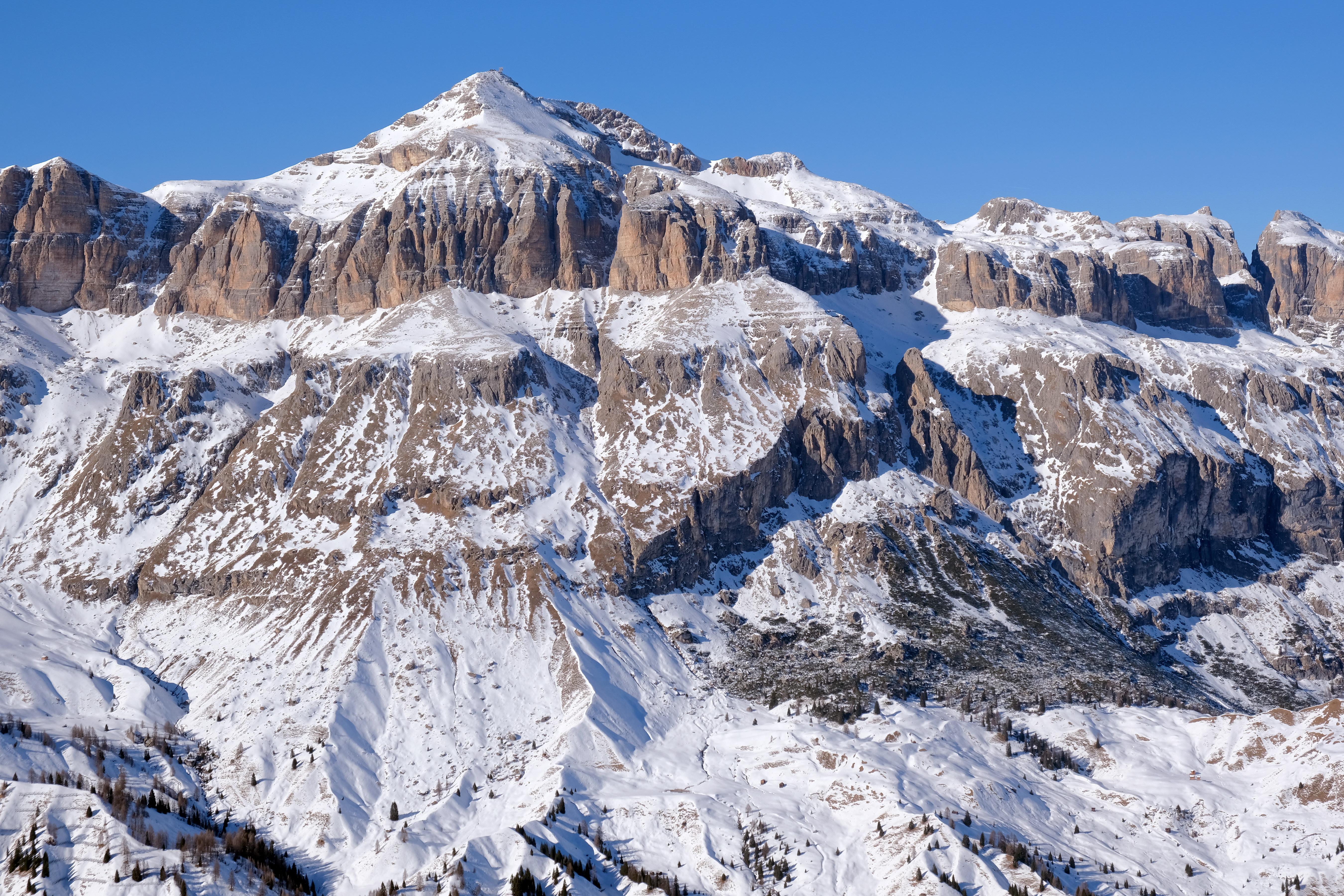
Gruppo del Sella/Sellajoch.
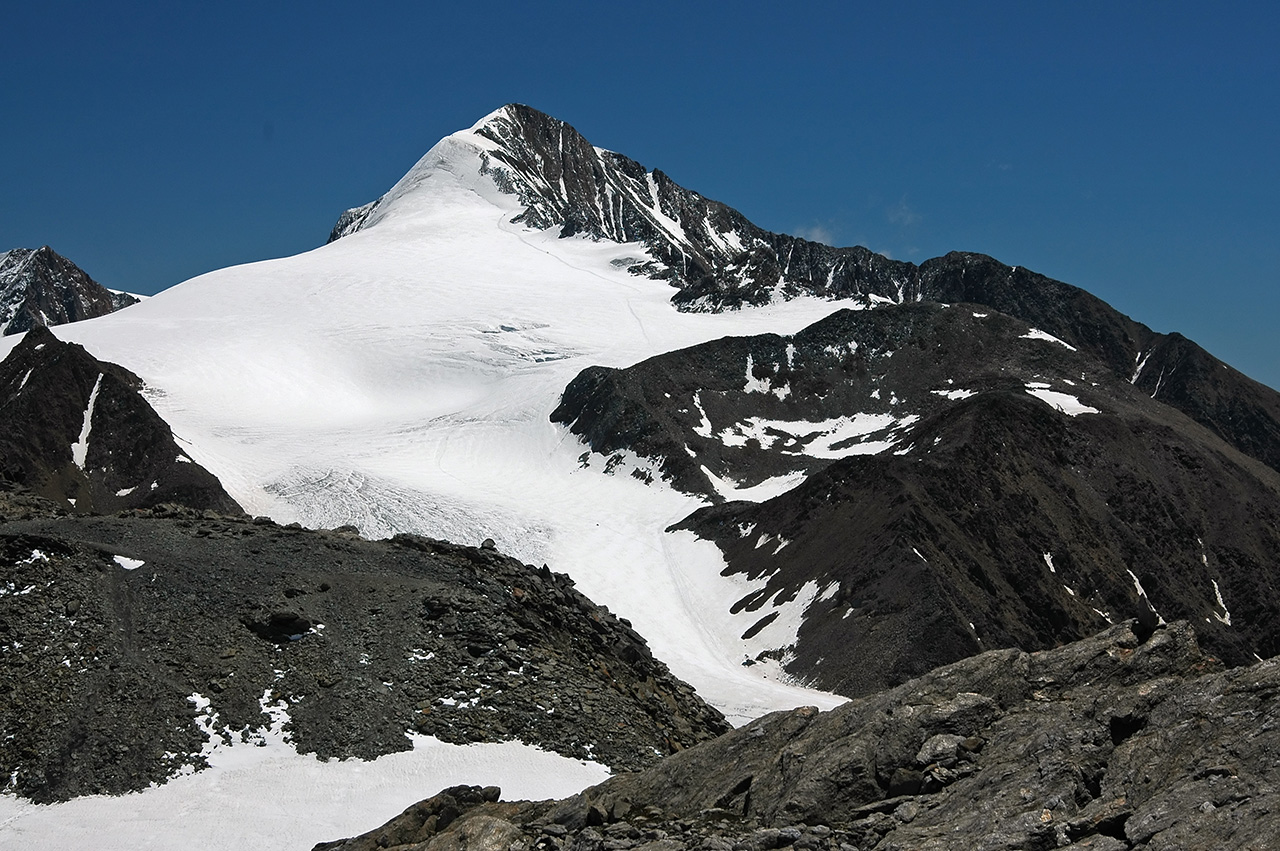
Similaun.
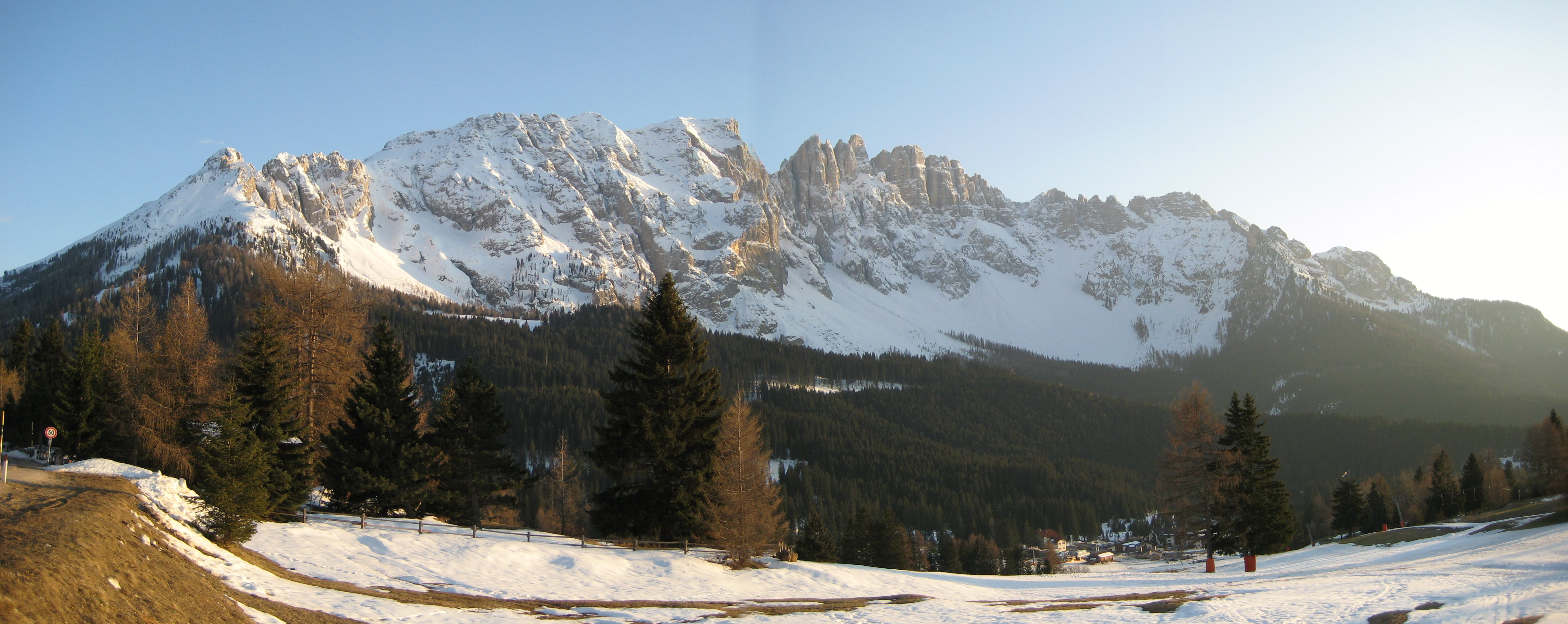
Latemar.
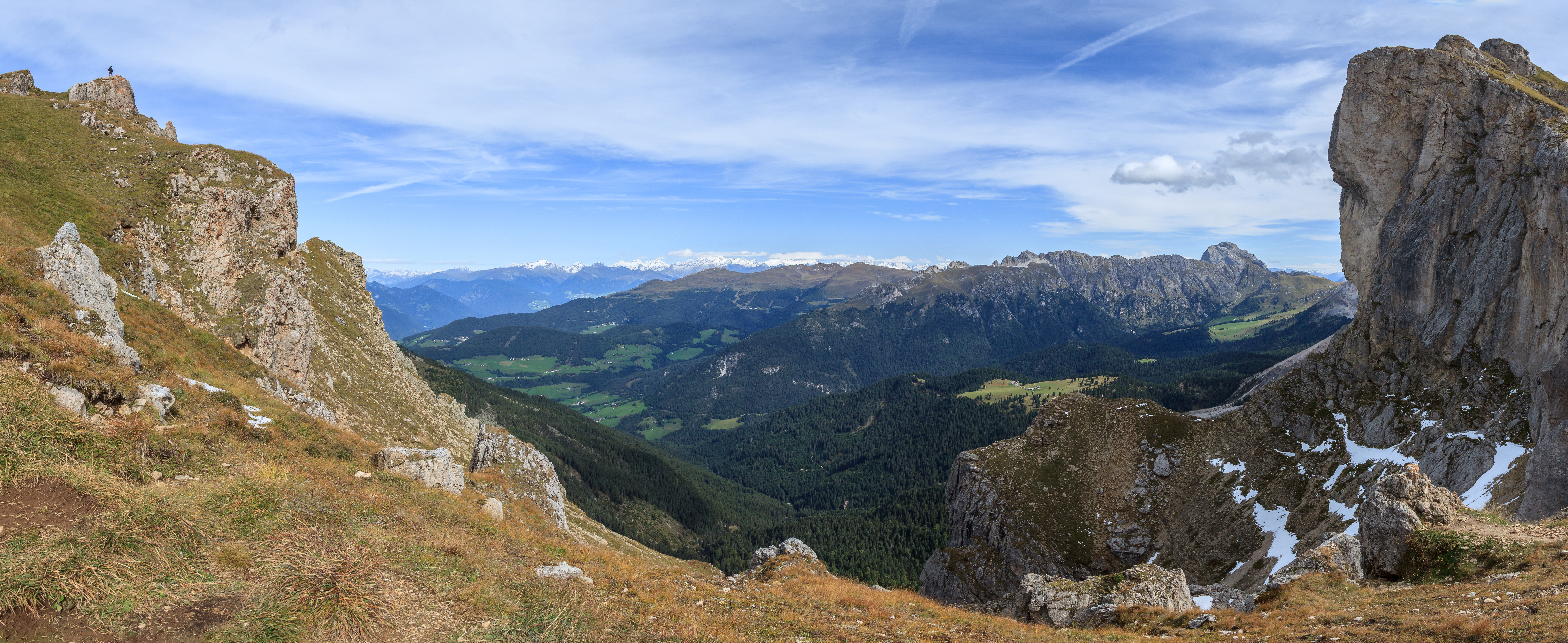
Vue de la Forcella del Pana (Seceda). Au fond le sommet de la Plose et les Alpes de Zillertal.